# Communauté de communes de l'Orée du Perche
La communauté de communes de l'Orée du Perche est une ancienne communauté de communes française du Perche, située dans le département d'Eure-et-Loir et la région Centre-Val de Loire. La Communauté de communes appartient également au Pays du Perche d'Eure-et-Loir.

## Historique
- 20 juin 1997 : création de la Communauté de communes du canton de la Ferté-Vidame et de ses environs
- 27 juin 1997 : création du premier bureau
- 12 mai 2005 : changement de nom, la nouvelle dénomination est Communauté de communes de l'Orée du Perche
- 23 janvier 2007 : élection des 5e et 6e membres du bureau (mise en conformité avec les statuts)
- 31 décembre 2016 : fusion de la communauté de communes avec la communauté de communes du Perche senonchois pour former la communauté de communes des Forêts du Perche

## Composition
Elle était composée des communes suivantes :
- 7 du canton de la Ferté-Vidame
- 1 du canton de Senonches (La Puisaye)

| Nom                     | Code Insee | Gentilé               | Superficie (km2) | Population (dernière pop. légale) | Densité (hab./km2) |
| ----------------------- | ---------- | --------------------- | ---------------- | --------------------------------- | ------------------ |
| La Ferté-Vidame (siège) | 28149      | Fertois               | 39,81            | 558 (2022)                        | 14                 |
| Boissy-lès-Perche       | 28046      | Buisséens             | 33,66            | 495 (2022)                        | 15                 |
| La Chapelle-Fortin      | 28077      | Chapellois Fortiniens | 14,41            | 169 (2022)                        | 12                 |
| Lamblore                | 28202      | Lambloriens           | 10,8             | 323 (2022)                        | 30                 |
| Morvilliers             | 28271      | Morvilliersiens       | 9,92             | 127 (2022)                        | 13                 |
| La Puisaye              | 28310      | Puitéosains           | 20,5             | 247 (2022)                        | 12                 |
| Les Ressuintes          | 28314      | Ressuintois           | 7,46             | 153 (2022)                        | 21                 |
| Rohaire                 | 28316      | Rohairois             | 10,01            | 131 (2022)                        | 13                 |

## Compétences
- Aménagement de l'espace - Plans locaux d'urbanisme (à titre facultatif)
- Développement économique et touristique
  - Action de développement économique (Soutien des activités industrielles, commerciales ou de l'emploi, soutien des activités agricoles et forestières...) (à titre obligatoire)
  - Création, aménagement, entretien et gestion de zone d'activités industrielle, commerciale, tertiaire, artisanale ou touristique (à titre obligatoire)
  - Tourisme (à titre obligatoire)
- Développement et aménagement social et culturel
  - Activités culturelles ou socioculturelles (à titre facultatif)
  - Construction ou aménagement, entretien, gestion d'équipements ou d'établissements culturels, socioculturels, socioéducatifs, sportifs (à titre optionnel)
  - Établissements scolaires (à titre optionnel)
- Énergie - Hydraulique (à titre facultatif)
- Environnement
  - Assainissements collectif et non collectif (à titre facultatif)
  - Collecte et traitement des déchets des ménages et déchets assimilés (à titre optionnel)
  - Politique du cadre de vie (à titre optionnel)
  - Protection et mise en valeur de l'environnement (à titre optionnel
- Logement et habitat
  - Opération programmée d'amélioration de l'habitat (OPAH) (à titre optionnel)
  - Programme local de l'habitat (à titre optionnel)
- Voirie - Création, aménagement, entretien de la voirie (à titre optionnel)

## Sources
- le splaf - (Site sur la Population et les Limites Administratives de la France)
- La base aspic d'Eure-et-Loir - (Accès des Services Publics aux Informations sur les Collectivités)